# 斜基贯众
斜基贯众（学名：Cyrtomium obliquum）为鳞毛蕨科贯众属下的一个种。

## 扩展阅读
- 維基物種上的相關：斜基贯众